# Raigardas-Tal

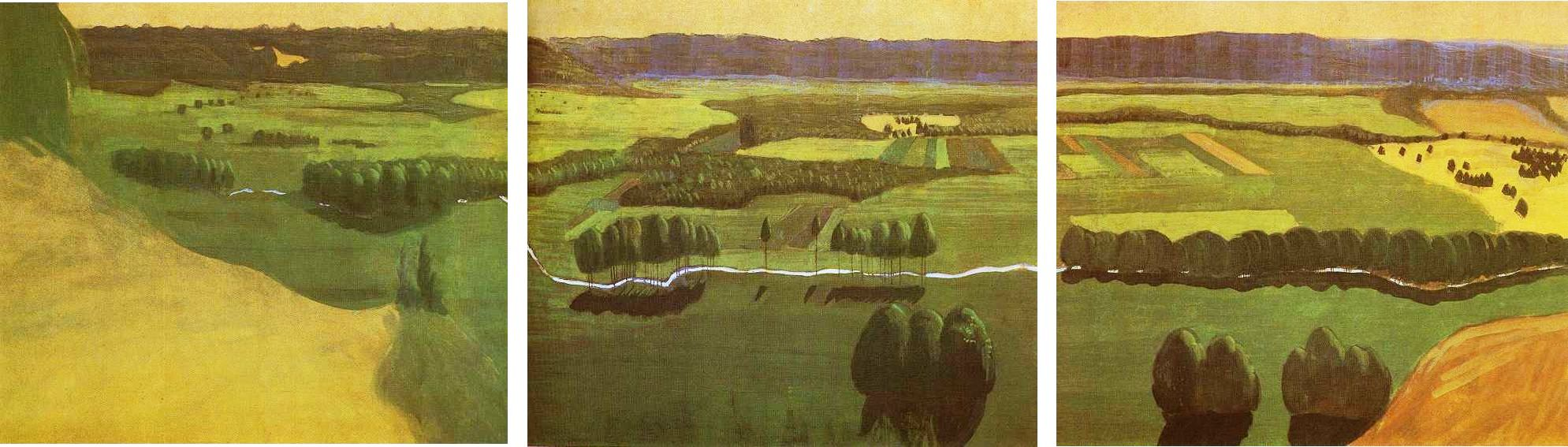
Bilder von Mikalojus Konstantinas Čiurlionis

Raigardas-Tal (lit. Raigardo slėnis) ist ein Tal fünf Kilometer südlich der litauischen Kurortstadt Druskininkai, am rechten Ufer der Nemunas. Ein Talteil ist ein Landschaftsschutzgebiet (10,71 km²). Die Gesamttalfläche ist 14 km². Hier fließt die Kubilnyčia. Im Tal gibt es zwei Seen: Dvarnas bei Pervalka und Nemunykštis beim Dorf Švendubrė. Raigardas-Tal entstand vor etwa 5000 Jahren mit zunehmender und drängender Strömung des Flusses Nemunas nach rechts. Das malerische Raigardas-Tal zog den zukünftigen Künstler Mikalojus Konstantinas Čiurlionis in seinen Bann. Diese Orte suchte er auch als Erwachsener auf, um in der Natur Inspiration für sein Schaffen zu finden.